# Cristinia filia
Cristinia filia är en svampart som först beskrevs av Giacopo Bresàdola, och fick sitt nu gällande namn av Liberta 1973. Cristinia filia ingår i släktet Cristinia och familjen Stephanosporaceae.   Inga underarter finns listade i Catalogue of Life.